# فرانسوا مارتن (ملحن)
فرانسوا مارتن (بالفرنسية: François Martin)‏ هو عازف تشيلو وملحن فرنسي، ولد في 1727، وتوفي في 1757 في باريس في فرنسا.

## وصلات خارجية
- فرنسوا مارتن على موقع ميوزك برينز (الإنجليزية)
- فرنسوا مارتن على موقع ديسكوغز (الإنجليزية)